# Williot Swedberg
Pour les articles homonymes, voir Swedberg.
Williot Swedberg, né le 1er février 2004 à Stockholm en Suède, est un footballeur international suédois qui évolue au poste d'ailier gauche au RC Celta.

## Biographie

### En club

#### Débuts en Suède
Né à Stockholm en Suède, Williot Swedberg commence le football au Sickla IF avant d'être formé par le Hammarby IF. Il commence toutefois sa carrière professionnelle à l'IK Frej, en troisième division suédoise, où il est prêté en 2020. Il joue ainsi son premier match lors d'une rencontre de championnat le 8 août 2020, contre l'Örebro Syrianska IF (en). Il est titularisé et son équipe l'emporte par quatre buts à zéro.
Le 11 août 2021, Swedberg joue son premier match avec l'équipe première d'Hammarby, faisant par la même occasion ses débuts dans l'Allsvenskan, contre le Degerfors IF. Il entre en jeu à la place de David Accam avant de marquer son premier but deux minutes plus tard, et de délivrer ensuite une passe décisive pour Gustav Ludwigson dans le temps additionnel, contribuant ainsi à la victoire des siens par cinq buts à un,.
Le 12 août 2021, il prolonge son contrat avec Hammarby de trois saisons supplémentaires.
Le 26 mai 2022, il participe à la finale de l'édition 2021-22 de la Coupe de Suède, contre le Malmö FF. Il est titularisé et son équipe s'incline après une séance de tirs au but,.

#### Celta Vigo
Le 17 juin 2022 est annoncé le transfert de Williot Swedberg au Celta de Vigo. Le jeune milieu de 18 ans signe un contrat courant jusqu'en juin 2027 avec le club espagnol. Le transfert constitue alors un record de vente pour le club d'Hammarby IF.
Swedberg ne joue toutefois aucun match durant ses premiers mois au Celta de Vigo, son entraîneur Eduardo Coudet ne lui donnant jamais sa chance, au point d'alimenter des rumeurs de départs sous la forme d'un prêt dès la prochaine fenêtre de transferts en janvier. Le technicien argentin est cependant limogé au début du mois de novembre en raison des mauvais résultats de l'équipe. Il est alors remplacé par Carlos Carvalhal, qui n'attend pas pour donner du temps de jeu au jeune suédois. En effet, dès son premier match à la tête de l'équipe, le 5 novembre 2022 lors d'une rencontre de Liga contre le CA Osasuna, il fait entrer en jeu Swedberg à la place de Carles Pérez. Le match se termine en revanche sur une défaite du Celta par deux buts à un,.
Swedberg inscrit son premier but pour le Celta Vigo le 1er septembre 2023, lors d'une rencontre de championnat face à l'UD Almería. Entré en jeu à la place de Jørgen Strand Larsen, il donne la victoire à son équipe (2-3 score final).

### En sélection
Williot Swedberg représente la Suède en sélection, il commence avec les moins de 15 ans en se faisant remarquer dès son premier match, le 17 septembre 2019 contre la Norvège, en marquant son premier but (victoire 1-3 de la Suède). Il fait en tout deux apparitions avec cette sélection.
Avec les moins de 18 ans il joue deux matchs en septembre 2021.
Avec les moins de 19 ans, Swedberg marque son premier but le 29 mars 2022 contre la Tchéquie. Il est titularisé mais son équipe s'incline par trois buts à un.
Swedberg honore sa première sélection avec l'équipe nationale de Suède le 8 juin 2024, à l'occasion d'un match amical contre la Serbie. Il entre en jeu à la place d'Anthony Elanga lors de cette rencontre perdue par son équipe (0-3 score final).

## Vie privée
Williot Swedberg est issu d'une famille de footballeurs, son père Hans Eskilsson (en) est un ancien joueur international suédois, tandis que sa mère Malin Swedberg (en) a également été footballeuse internationale avec l'équipe nationale féminine de Suède,.

## Palmarès
Hammarby IF
- Coupe de Suède :
  - Finaliste : 2021-22.